# Mathilde von Marlow

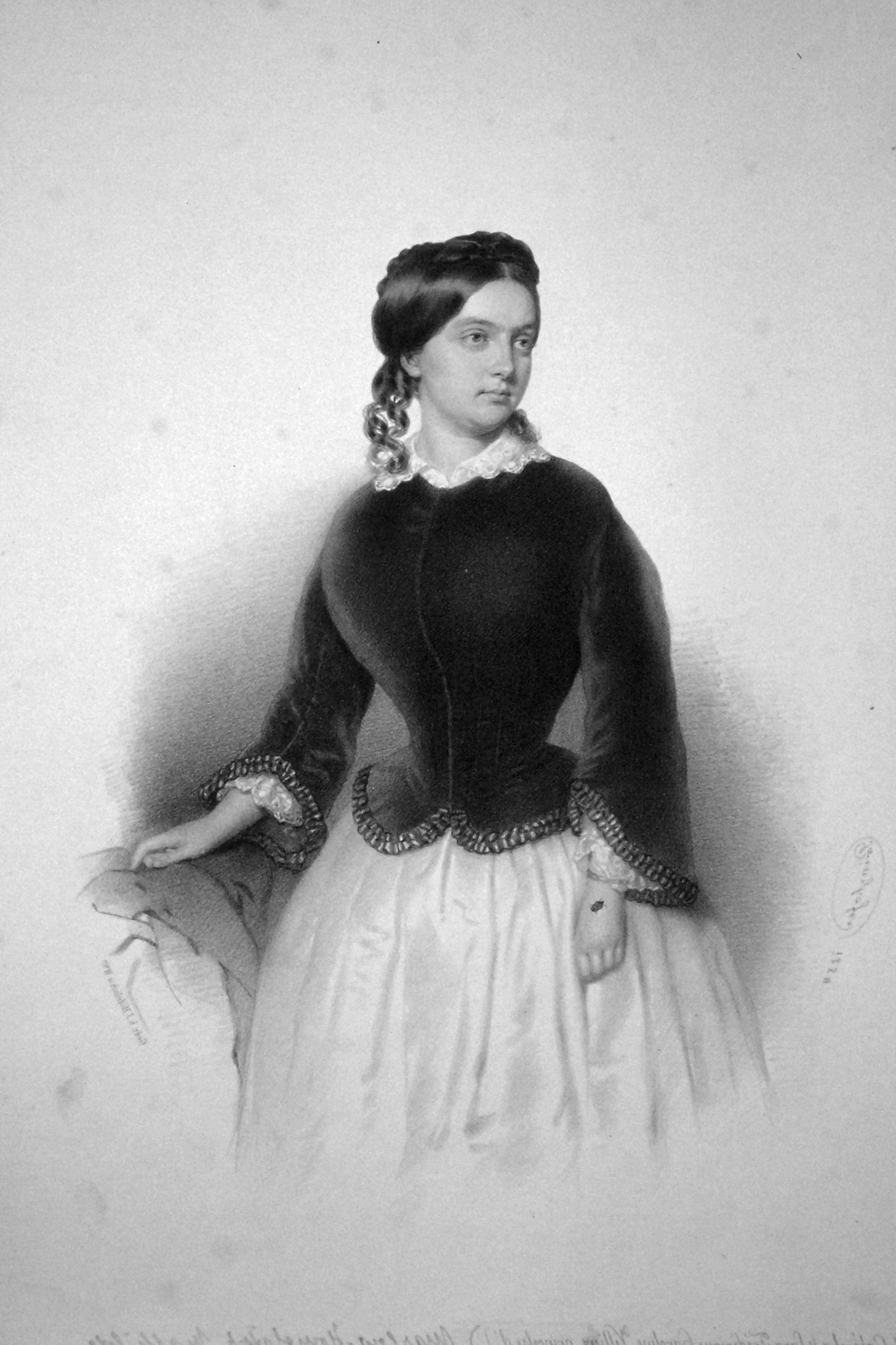
Mathilde von Marlow-Homolatsch Lithographie von August Prinzhofer, 1854

Mathilde von Marlow (1826 in Agram – 22. September 1888 in Stuttgart), eigentlich Mathilde Wolfram, verheiratete Mathilde Marlow-Homolatsch, war eine österreichische Opernsängerin.

## Leben
Marlow, deren Name ein Anagramm bzw. eine einfache Umkehrung ihres ursprünglichen Namens Wolfram (ohne das f) ist, war die Tochter des Hofkriegsbeamter J. v. Wolfram, der mit seiner Familie, als sie kaum zwei Jahre alt war, nach Wien versetzt wurde, wo er bald darauf verstarb.
Früh machte sich das Talent des Mädchens bemerkbar. Als sie zehn Jahre alt war, schickte sie die Mutter ans Konservatorium, nachher übernahm Giovanni Gentiluomo ihre weitere Ausbildung. Mit 15 Jahren versuchte sie sich schon in kleineren Partien an der Hofoper Wien, dann in Brünn, Preßburg und Ödenburg.
Die Erfolge waren derart, dass die Mutter beschloss, mit ihr zur weiteren Ausbildung nach Italien zu gehen. In Florenz genoss sie ein Jahr lang den Unterricht Felice Romanis (?). Trotz mehrerer guter Angebote kehrte sie danach nach Wien zurück und wurde dort umgehend von Alois Pokorny unter Vertrag genommen.
Von dort ging sie an das Großherzogliche Hoftheater in Darmstadt, wo sie fünf Jahre lang der Liebling des Hofes und Publikums war. In Darmstadt heiratete sie den wohlhabenden Edelmann Homlatsch, der wie sie Österreicher war und den sie schon in Wien kennengelernt hatte.
Von Darmstadt ging sie nach Hamburg, wo sie aber nur ein Jahr blieb und dann an das königliche Hoftheater nach Stuttgart ging. Nach einem Jahre erhielt sie einen Ruf von der Hofoper Wien, zugleich aber in Stuttgart von Seiten der Intendanz den Antrag eines lebenslangen Engagements mit ansehnlichen Pensionsansprüchen. Da aber für letzteren Antrag noch die königliche Genehmigung fehlte, nahm sie, von Wien aus gedrängt, das vorteilhafte Angebot, vereinbarte aber zugleich eine Konventionalstrafe von 6000 fl., sollte sie den Vertrag vorzeitig auflösen.
Nachdem aber die telegrafische Depesche mit der Annahme der Wiener Anträge abgeschickt worden war, erreichte sie die königliche Genehmigung für ihr Stuttgarter Angebot. Die nun eingetretene unangenehme Situation der Künstlerin wurde durch die Vermittlung des Königs gelöst, welcher der Sängerin gestattete, vorerst nach Wien zu gehen, dort eine Zeit lang, jedoch nur als Gast zu singen, worauf sie in ihr Engagement nach Stuttgart als lebenslanges Mitglied der Hofbühne zurückkehrte.
Dort wurde ihre künstlerische Tätigkeit mit einem Male durch ein Fußleiden unterbrochen, welches sie über ein Jahr lang hinderte, die Bühne zu betreten. Als sie genesen, begann sie ihre Wirksamkeit von Neuem, und ihr Wiederauftreten glich einem wahren Feste.
1882 beendete sie ihre Bühnenkarriere und starb 1888.

## Familie
Sie heiratete am 11. November 1844 den Guts- und Bergwerksbesitzer Anton von Homolatsch aus Brünn.